# Blanketwet
De Blanketwet, voluit de Wet van 6 maart 1818 omtrent de straffen tegen de overtreders van algemeene verordeningen uit te spreken of bij provinciale of plaatselijke reglementen vast te stellen  was een Nederlandse wet, die straf stelde op overtreding van wettelijke regelingen van enkele 'lagere' wetgevers, niet zijnde de wetgever in formele zin. De Blanketwet is berucht omdat hij ook straf stelde op overtreding van door de Koning zelfstandig, dus zonder medewerking van het parlement vastgestelde regelingen. De naam Blanketwet is afkomstig van de term blanket; een in blanco getekend document. De Blanketwet gaf de lagere wetgever als het ware carte blanche.

## Nederland
De Koning (vanaf 1840 in samenwerking met een of meer ministers) stelde tot 1879 met enige regelmaat regelingen vast waarin verplichtingen aan burgers werden opgelegd, hoewel de Grondwet hem geen wetgevende, doch slechts uitvoerende bevoegdheid toekende. De overtreding van deze zogenaamde 'algemene maatregelen van bestuur' (A.M.v.B.) was strafbaar gesteld in de Blanketwet. De wetgever werkte zo mee aan de praktijk van zelfstandige regelstelling door de Koning/Regering.
In 1879 sprak de Hoge Raad echter in zijn arrest Meerenberg uit, dat aan de Koning op grond van het grondwettelijk stelsel géén algemene bevoegdheid tot zelfstandige regelstelling toekwam. Daardoor was vanaf dat moment de praktijk van zelfstandige regelgeving door de regering bij algemene maatregel van bestuur niet meer toelaatbaar.
In 1887 werd aan de regering alsnog in de Nederlandse Grondwet de bevoegdheid toegekend om zelfstandige Algemene Maatregelen van Bestuur vast te stellen, mits krachtens een wet, of als strafbaarheid niet van toepassing is: Voorschriften, door straffen te handhaven, worden daarin alleen gegeven krachtens de wet. De wet bepaalt de op te leggen straffen. (artikel 89 van de Grondwet).

## België
In België is de wet van 6 maart 1818 geldig gebleven, zij het in gewijzigde vorm. Een aantal bepalingen zijn in 1836 impliciet opgeheven door de Gemeentewet en de Provinciewet. In 1934 zijn de besluiten van de gouverneurs en arrondissementscommissarissen onder de strafbaarstelling gebracht, wat impliciet aan deze organen een regelgevende bevoegdheid verleende die ze feitelijk niet bezaten. Voorts werd het strafniveau zuiver correctioneel (gevangenisstraf van 8 dagen tot 14 dagen en/of geldboete van 26 tot 200 frank). Een verdere verzwaring van de straffen werd doorgevoerd in 1963 in de nasleep van de woelige stakingen tegen de Eenheidswet. Bij collectief geweld in overtreding van besluiten tegen oproer, kwaadwillige samenscholingen of ernstige verstoring van de openbare rust, werden de straffen verdubbeld. Nog steeds voorziet de wet, zoals in 1818, in de strafbaarstelling van overtredingen tegen koninklijke besluiten op welke geen bijzondere straffen bij de wetten zijn of zullen worden vastgesteld.

## Voetnoten
1. ↑  Staatsblad der Vereenigde Nederlanden, 1818, nr. 12
2. ↑  Filip Reyntjens, "Een oude koe uit de gracht. De zelfstandige verordenende bevoegdheid van de koning inzake politie", in: Rechtskundig Weekblad, 1984-85, kol. 1270
3. ↑  Wet van 5 juni 1934 - voordien was de straf 1 tot 14 dagen gevangenisstraf en/of 10 tot 100 gulden boete
4. ↑  Wet van 14 juni 1963